# Virola multinervia
Virola multinervia là một loài thân gỗ thuộc họ Myristicaceae. Loài này có ở Colombia, Peru, Ecuador, Venezuela và Brasil (Amazonas, Pará). Chiều cao của nó có thể đạt đến 35m. Quả có dạng khối elip hoặc khối quả trứng, dài 26–40 mm, đường kính 19–32 mm, và tạo thành chùm 1 đến 7 quả.